# Бабинские
Бабинские — деревня в Невельском районе Псковской области России. Входит в состав сельского поселения «Артёмовская волость».
Находится в 2 верстах к юго-востоку от деревни Артёмово.

## Население
Численность населения деревни на конец 2000 года составляла 19 жителей.